# Louise D'Tuani
Louise D’Tuani Gomes Teixeira (Rio de Janeiro, 17 de abril de 1989) é uma atriz e artista plástica brasileira. Na adolescência, após alguns testes, estreou na televisão e participou de várias novelas. Louise teve contrato com a Rede Record até 2012. Desde 2013 está na Rede Globo. Desde 2019, após curso na Escola de Artes Visuais do Parque Lage, está se dedicando às artes plásticas. e  teve sua primeira obra divulgada no "Arte na Fonte" em 2021.

## Biografia e carreira
Aos 9 anos, insistiu com a mãe para ser matriculada em um curso de teatro, até que entrou para o “Teatro de Lona da Barra“ e em seguida no Teatro dos Grandes Atores onde ficou por dois anos. Nessa época, fez desfiles para grifes infantis, acompanhou muitas gravações do extinto programa Gente Inocente e atuou em comerciais, inclusive alguns para o exterior. Inicou nos palcos em 2000 na peça A Novidade do Verão de Carlos Thiré, depois começou no cinema numa participação no filme Xuxa Popstar. Em seguida, atuou nas peças Annie, direção de Karla Tauz e em Mundo dos Brinquedos. Aos 14, ingressou no “Studio Escola de Atores“ onde participou do curta Saudades de Sonayra D’Ávilla e se formou com registro de atriz pelo CCPAC.
Iniciou sua carreira na televisão aos 15 anos. Sua primeira aparição foi em um capítulo na novela  Floribella como uma amiga da Bruna e Moniquinha que flerta com Batuca no aniversário da Flor. Em seguida, atuou Prova de Amor na Rede Record , para interpretar Luana, Seria uma participação de 15 capítulos, mas se estendeu até o fim da trama. Nessa época, Louise, aos 16 anos, foi emancipada pela mãe que havia desistido de tentar acompanhar as muitas atividades da filha.
Após encerrar seu trabalho em Prova de Amor, Louise fez teste para a telenovela Luz do Sol, onde foi aprovada para interpretar Duda. Posteriormente interpretou a mulher-invisível Isis em Caminhos do Coração, Os Mutantes:Caminhos do Coração e em Mutantes: Promessas de Amor permanecendo nas três temporadas da novela. Interpretou também Sônia Ajuricaba na telenovela Ribeirão do Tempo e Letícia Fael em Máscaras. Nesses anos, foi destaque nas peças Confissões de Adolescentes com Sophie Charlotte e  A Minha Primeira Vez e nos curtas-metragens Sequestro nas Redes Sociais e Miss You, Love You inspirado na música da banda norte-americana Maroon 5 e Alice inspirado em Alice no País das Maravilhas, gravado em Nova York.
Em 2013 mudou para a Globo e entrou na 20ª temporada da série Malhação fazendo o papel de Luana. Em 2014 interpretou a vilã misteriosa Lívia que entrou para complicar a relação de Laerte (Gabriel Braga Nunes) e Luiza (Bruna Marquezine) de Em Família de Manoel Carlos. Em 2015 foi convidada por Luciano Huck a participar da estreia do quadro novo Desafiados com provas radicais onde competia com outras sete celebridades pelo troféu e um carro, onde a atriz foi a grande vencedora numa final com também ator Nando Rodrigues. Em entrevista, revelou que budismo lhe ajudou na vitória.
No ano de 2016, fez uma participação na peça Rompante – Improvisorama e faz uma participação especial nos primeiros capítulos da novela das 19h, Rock Story. Em 2017, retornou a novela para ajudar Júlia, papel de Nathália Dill a sair da prisão. Em seguida, aparece no episódio "Proteção" da série Questão de Família ao lado de Francisco Vitti. Em 2018, entrou em turnê pelo brasil com a peça O Rei do Mundo – Uma Comédia Sobrenatural na qual interpreta a Rainha do Centro da Terra, entre outros papéis. Em 2019, atuou no cinema com o filme Kardec no papel da médium Ermance Dufaux e participa do primeiro episódio da série Shippados. Em 2022, protagonizou a peça ALASKA, uma adaptação da peça americana Brilliant Traces de Cindy Lou Johnson, apresentada no
porão do Centro Cultural São Paulo: Louise conheceu a autora Cindy em 2011 em Nova York. Trouxe a peça pra casa e guardou. Em 2019, Louise pediu pra traduzir, comprou os direitos, idealizou com o marido, Sterblitch, e convidou o Rodrigo Pandolfo pra dirigir e atuar. “Alaska” volta para uma segunda temporada no Rio de Janeiro, no Teatro Poeira em 2024.

## Vida pessoal
De 2010 a 2012, namorou o ator Vitor Facchinetti com quem fez par romântico na mesma época na novela Ribeirão do Tempo. Em janeiro de 2014, assumiu romance com o humorista Eduardo Sterblitch. Em março, o ator pediu a mão da atriz durante as gravações do Pânico na Band. Casaram-se em julho de 2015.
Seu filho Caetano nasceu em 23 de março de 2023. 
Formada em Cinema pela Universidade Estácio de Sá em 2013.
É convertida ao Budismo de Nitiren. Em entrevistas informou que praticar o daimoku, a oração budista, revolucionou sua vida. 
Louise é madrinha de Uri, primeiro filho da atriz Letícia Colin.

## Filmografia

### Televisão
| Ano       | Título                           | Personagem                         | Notas                                                               |
| --------- | -------------------------------- | ---------------------------------- | ------------------------------------------------------------------- |
| 2005      | Floribella                       | Amiga de Bruna                     | Episódio: "28 de setembro"                                          |
| 2006      | Prova de Amor                    | Luana Xavier                       |                                                                     |
| 2007      | Luz do Sol                       | Maria Eduarda (Duda)               |                                                                     |
| 2007      | Caminhos do Coração              | Ísis de Almeida (Mulher-Invisível) |                                                                     |
| 2008      | Os Mutantes: Caminhos do Coração | Ísis de Almeida (Mulher-Invisível) |                                                                     |
| 2009      | Mutantes: Promessas de Amor      | Ísis de Almeida (Mulher-Invisível) |                                                                     |
| 2010      | Ribeirão do Tempo                | Sônia Ajuricaba                    |                                                                     |
| 2012      | Máscaras                         | Letícia Fael                       |                                                                     |
| 2013      | Malhação: Intensa como a Vida    | Luana Fiorentino                   | Temporada 20                                                        |
| 2014      | Em Família                       | Lívia Couto de Guimarães           |                                                                     |
| 2015      | Desafiados                       | Participante (campeã)              | Temporada 1                                                         |
| 2016 2017 | Rock Story                       | Beatriz                            | Episódios: "26–30 de novembro" Episódios: "22 de março–12 de abril" |
| 2017      | Questão de Família               | Carla Soares                       | Episódio: "Proteção"                                                |
| 2017      | Perrengue                        | Giovana                            | Episódio: "Desordem"                                                |
| 2018      | Magnífica 70                     | Atriz da audição                   | Episódio: "Separados"                                               |
| 2019      | Shippados                        | Mônica                             | Episódio: "Você shippa?"                                            |

### Cinema
| Ano  | Filme                    | Personagem                    | Nota           |
| ---- | ------------------------ | ----------------------------- | -------------- |
| 2001 | Xuxa Popstar             | Manequim "Bicho Comeu"        |                |
| 2003 | Saudades                 | Ela                           | Curta-metragem |
| 2010 | Kabbalah                 | Suicída 2                     |                |
| 2011 | Alice                    | Alice                         | Curta-metragem |
| 2012 | Miss You, Love You       | Namorada                      | Curta-metragem |
| 2012 | Ausência de Nós          | Mulher                        | Curta-metragem |
| 2012 | Terminal 2               | Assistente de direção         | Curta-metragem |
| 2014 | Sequestro na Rede Social | Soraya                        | Curta-metragem |
| 2019 | Kardec                   | Ermance Dufaux De La Jonchére |                |
| 2021 | Velha Roupa Colorida     | Carol                         |                |
| 2022 | Eike - Tudo ou Nada      | Larissa                       |                |
| 2023 | O Lado Bom de Ser Traída | Paula Góes Mesquita           |                |
| 2024 | Arca de Noé              | Leoa                          | Voz original   |
| 2025 | Uma Mulher sem Filtro    | [ 46 ]                        |                |
| 2025 | Amor, Doce Confusão      | Júlia                         | Curta-metragem |

### Videoclipes
| Ano  | Canção            | Artista        |
| ---- | ----------------- | -------------- |
| 2013 | "I'll Let You Go" | Fallen Grace   |
| 2014 | "Te Fazer Feliz"  | Banda Le Raleh |

### Internet
| Ano  | Título                                      | Personagem    | Canal                               |
| ---- | ------------------------------------------- | ------------- | ----------------------------------- |
| 2021 | Ciclo de Conversas sobre o Futuro do Teatro | Apresentadora | Os Satyros Cia. de Teatro (YouTube) |

## Teatro
| Ano     | Peça                                     | Personagem         | Nota                          |
| ------- | ---------------------------------------- | ------------------ | ----------------------------- |
| 2000    | A Novidade do Verão                      |                    |                               |
| 2002    | Annie                                    |                    |                               |
| 2003    | Mundo dos Brinquedos                     |                    |                               |
| 2009–10 | Confissões de Adolescentes               | Louise             |                               |
| 2014    | A Minha Primeira Vez                     | Louise             |                               |
| 2016    | Rompante: Improvisorama                  | Ela mesma          |                               |
| 2018    | O Rei do Mundo: Uma Comédia Sobrenatural | Várias personagens |                               |
| 2022–24 | Alaska                                   | Rosannah DeLuce    | Também idealizadora/produtora |
| 2025    | Felizarda                                | Mentora            | Também idealizadora           |

## Prêmios e indicações
| Ano  | Prêmio                             | Categoria                     | Trabalho | Resultado |
| ---- | ---------------------------------- | ----------------------------- | -------- | --------- |
| 2020 | Grande Prêmio Brasileiro de Cinema | Melhor Atriz Coadjuvante      | Kardec   | Indicada  |
| 2025 | Prêmio APTR de Teatro              | Produção (Teatro Não-Musical) | Alaska   | Indicada  |